# Ali Assadalla
Ali Assadalla (en arabe : علي أسد الله), né le 19 janvier 1993, est un footballeur international qatarien, natif du Bahreïn, évoluant au poste de milieu de terrain à l'Al-Sadd SC.

## Biographie

### En club
Il participe avec l'équipe du Qatar à la Coupe d'Asie des nations 2015 organisée en Australie.

### En équipe nationale
Le 11 novembre 2022, il est sélectionné par Félix Sánchez Bas pour participer à la Coupe du monde 2022.

## Palmarès
- Vainqueur de la Ligue des champions de l'AFC en 2011 avec Al-Sadd
- Champion du Qatar en 2013 avec Al-Sadd
- Coupe du Qatar en 2017

### Buts internationaux
| no | Date       | Lieu                                                     | Adversaire | Évolution du score | Résultat | Compétition            |
| -- | ---------- | -------------------------------------------------------- | ---------- | ------------------ | -------- | ---------------------- |
| 1  | 04/01/2014 | Stade Abdullah bin Khalifa, Doha (Qatar)                 | Koweït     | 3 - 0              | 3 - 0    | 2014 WAFF Championship |
| 2  | 23/11/2014 | Stade international du Roi-Fahd, Riyad (Arabie saoudite) | Oman       | 2 - 1              | 3 - 1    | Match amical           |
| 3  | 23/11/2014 | Stade international du Roi-Fahd, Riyad (Arabie saoudite) | Oman       | 3 - 1              | 3 - 1    | Match amical           |
| 4  | 26/03/2015 | Stade Abdullah bin Khalifa, Doha (Qatar)                 | Algérie    | 1 - 0              | 1 - 0    | Match amical           |